# Steve Scalise
Stephen Joseph Scalise (1965. október 6. –) amerikai politikus, az Egyesült Államok Képviselőházának kisebbségi whipje és Louisiana 1. választókerületének képviselője 2008 óta. A Republikánus Párt tagja.
Megválasztása előtt Louisiana szenátusában és képviselőházában szolgált. 2014. június 19-én megválasztották többségi whipnek a Képviselőházban, 1971 óta az első louisianai, aki betöltötte a pozíciót.
2017. június 14-én meglőtte egy szélsőbaloldali aktivista, miközben baseballozott. Hónapokat ki kellett hagynia kongresszusi munkájából.

## Választási eredmények
| Párt                 | Jelölt           | %      |
| -------------------- | ---------------- | ------ |
| 25x25px[halott link] | Steve Scalise    | 48.34% |
| 25x25px[halott link] | Timothy G. Burns | 27.72% |
| 25x25px[halott link] | Ben Morris       | 21.26% |
| 25x25px[halott link] | David Simpson    | 2.68%  |

| Párt                 | Jelölt        | %      |
| -------------------- | ------------- | ------ |
| 25x25px[halott link] | Steve Scalise | 65.68% |
| 25x25px[halott link] | Jim Harlan    | 34.32% |

| Párt                 | Jelölt                     | %      |
| -------------------- | -------------------------- | ------ |
| 25x25px[halott link] | Steve Scalise (hivatalban) | 78.52% |
| 25x25px[halott link] | Myron Katz                 | 19.19% |
| FÜG                  | Arden Wells                | 2.29%  |

| Párt                 | Jelölt                     | %      |
| -------------------- | -------------------------- | ------ |
| 25x25px[halott link] | Steve Scalise (hivatalban) | 66.63% |
| 25x25px[halott link] | M.V. Mendoza               | 21.25% |
| 25x25px[halott link] | Gary King                  | 8.56%  |
| FÜG                  | David Turknett             | 2.09%  |
| FÜG                  | Arden Wells                | 1.48%  |

| Párt                 | Jelölt                     | %      |
| -------------------- | -------------------------- | ------ |
| 25x25px[halott link] | Steve Scalise (hivatalban) | 77.56% |
| 25x25px[halott link] | M.V. Mendoza               | 10.15% |
| 25x25px[halott link] | Lee Ann Dugas              | 8.72%  |
| 25x25px[halott link] | Jeff Sanford               | 3.57%  |

| Párt                 | Jelölt                     | %      |
| -------------------- | -------------------------- | ------ |
| 25x25px[halott link] | Steve Scalise (hivatalban) | 74.56% |
| 25x25px[halott link] | Lee Ann Dugas              | 12.80% |
| 25x25px[halott link] | Danil Ezekiel Faust        | 3.89%  |
| 25x25px[halott link] | Howard Kearney             | 2.88%  |
| 25x25px[halott link] | Joseph Swider              | 2.83%  |
| 25x25px[halott link] | Eliot S. Barron            | 2.06%  |
| FÜG                  | Chuemai Yang               | 0.99%  |

| Párt                 | Jelölt                     | %      |
| -------------------- | -------------------------- | ------ |
| 25x25px[halott link] | Steve Scalise (hivatalban) | 71.50% |
| 25x25px[halott link] | Tammy M. Savoie            | 16.44% |
| 25x25px[halott link] | Lee Ann Dugas              | 6.89%  |
| 25x25px[halott link] | Jim Francis                | 3.23%  |
| 25x25px[halott link] | Howard Kearney             | 1.04%  |
| LAI                  | Frederick Jones            | 0.91%  |

| Párt                 | Jelölt                     | %      |
| -------------------- | -------------------------- | ------ |
| 25x25px[halott link] | Steve Scalise (hivatalban) | 72.21% |
| 25x25px[halott link] | Lee Ann Dugas              | 25.30% |
| 25x25px[halott link] | Howard Kearney             | 2.49%  |